# Стефан Ангелов (философ)
Вижте пояснителната страница за други личности с името Стефан Ангелов.
Стефан Ангелов Стефанов  е български марксистки философ, член-кореспондент на БАН (1981), професор по етика.

## Биография
Роден е на 2 октомври 1925 г. в ловешкото село Крамолин. През 1948 г. завършва философия в Софийския университет. От следващата година постъпва на работа като асистент в университета. През 1951 г. става преподавател, а след това и старши преподавател по диалектически материализъм. От 1953 г. е кандидат на науките (днес доктор по философия) с дисертация на тема „Народнодемократичната държава – главно оръдие за построяване на социализма в България“, защитена в Академията за обществени науки при ЦК на КПСС в Москва. Между 1953 и 1956 г. е редовен преподавател в Софийския университет.
От 1957 г. е научен сътрудник в Института по философия на БАН, а от 1963 г. е старши научен сътрудник II ст., професор от 1970. Между 1964 и 1979 г. е завеждащ секцията по Етика на Института по философия, а от 1969 до 1973 г. е негов заместник-директор. През 1967 и 1972 г. специализира в Сорбоната. От 1974 г. е доктор на философските науки, като защитава отново дисертация за доктор на философските науки в Академията за обществени науки при ЦК на КПСС в Москва. Темата на дисертацията му е „Социализъм и личност. Нравствени аспекти“. В периода 1973 – 1988 г. е директор на Единния център по философия и социология при БАН. Хоноруван преподавател в Софийския университет от 1977 до 1981 г. Води лекции и в АОНСУ от 1971 до 1986 г.
От 4 април 1981 до 1990 г. е кандидат-член на ЦК на БКП. Главен редактор на сп. „Политическа просвета“ от 1975. Води лекции по диалектически материализъм, предмет и система на етиката (СУ) и Философия и етика (АОНСУ).
Член е на Международното дружество за диалектическа философия (1978 – 1988).
Умира през 2009 г.

## Признание
Носител е на орден „Народна свобода 1941 – 1944 г.“ II ст. (1960), Кирил и Методий II ст. (1966) и I ст. (1977), Народна република България II ст. (1975), Георги Димитров (1985).

## Трудове
- Марксистката етика като наука. C., Наука и изкуство, 1970. 232 с.; на руски: Марксистская зтика как наука. М., Прогресс, 1973. 264 с.
- Марксизмът и нравствените ценности. В: Енгелс и съвремен. науч. знание. С., 1971, 193 – 217.
- Determinism, libertate si responcabit: tate a persenz Litatii umane. Rev. Filoz., 1971, No 1, 320 – 345.
- Марксизмът и проблемата за ценностите. В: Пробл. ценностите и деонтич. логика. С., 1972, 13 – 28
- Проблемата за човека в съвременната идеологическа борба. В: Идеол. борба съвремен. етап. С., 1972, 209 – 319; 5. прераб. и доп. изд. 1979, 343 – 372.
- Место зтики в системе научного познания. В: Предмет и система зтики. С., 1973, 9 – 37.
- Особености на съвременното научно познание. В: Етич. пробл. на науката. С., 1973, 23 – 31.
- Революционный гуманизм социалистического общества. В: Наука. Техника. Човек. С., 1973, 171 – 189.
- Съвременни критици на марксисткия хуманизъм. В: Филос. хуман., идеол. борба. С., 1973, 129 – 159.
- L`approche complexe envers la connaissance de lTiomme. In: XV Congr. mond. philos. T. 2. S., 1973, 151 – 157.
- Die Ethik als Wissenschaft. In: Wiss., Philos, ideolog., Beitr. Bulg. > Philos. Berlin, 1973, 387 – 402.
- Philosophy and Our Times. Darshanu intern., 1973, No 1, 48 – 53.
- Проблемата за човека в съвременната идеологическа борба. В: Идеол. борба съвремен. етап. С., 1974, 360 – 390.
- Проблема личности в современной идеологической борьбе. М., Знание, 1975. 64 с.
- Философия, наука, общество (в съавт.). С., Наука и изкуство, 1975.84 c.
- Ролята на марксистко-ленинската етика за нравственото възпитание на трудещите се. В: Пробл. нравств. възп. С., 1975, 3 – 13.
- Социализмът и формирането на нравствения облик на личността. В: Морал, облик млад. по кол. С., 1975, 7 – 24.
- Изграждане на развито социалистическо общество и формиране на личността (в съавт.). С., Партиздат, 1976. 615 с.
- Социалистическата личност – обект на комплексно изследване (в съавт.). В: Изгражд. развито соц. о-во и форм. личността. С., 1976,13 – 45.
- Humanizm socialistyczny i jego kritycy. Ideol. i polit., 1976, No 5 – 6, 153 – 165.
- Димитър Благоев за класовата борба на пролетариата в България. В: Пробл. маркс. филос. в тр. Д. Благоев. С., 1977, 101 – 119.
- Социализмът и свободата на личността. В: Зрел.соц.пробл. и перспект. С., 1977, 106 – 118.
- Aszocilista e`letmod es a proletar intemacionalizmus. Kiilpolitika, 1977, No 1, 45 – 56.
- Теорията на отражението и проблемите за ценностите. В: Теор. отраж. и съвременността. С., 1978, 150 – 155.
- За системата на етическите категории. В: Личност, светоглед, нравственост. С., 1979, 3 – 15.
- О жизненной позиции личности. В: Этика, социал. познан., нрав. поведение. С., 1979, 169 – 177.
- Социалистический образ жизни: теория и практика. Ежегод. Междунар. лет. варнен. шк. маркс.-ленин. филос. им. акад. Т. Павлова, 1, 1979, 131 – 138.
- Социалистическият начин на живот и пролетарският интернационализъм. В: Съвет, начин живот и форм. духов, облик строит. соц. С., 1979, 7 – 17.
- Нравственная норма и истина. В: Ежегод. Междунар. лет. варнен. шк. маркс.-ленин. филос. им. Т. Павлова, 2, 1980, 107 – 111.
- Социалистическият начин на живот – обект на комплексни изследвания. В: Соц. начин живот; обект комплекс, изсл. С., 1980, 7 – 24.
- Анти Дюринг. Материализъм и емпириокритицизъм и нашата съвременност В: 100 г. Анти Дюринг и 70 г. Матер. и емпир. С., 1981, 283 – 285.
- За многостранното развитие на личността и нейната социална реализация. В: Принос в теорията и практиката на БКП. С., 1981, 132 – 149
- За морала на учения (в съавт.). В: Пробл. и перспект. социол. науката. С., 1981, 190 – 201.
- За някои бели полета в развитието на нашето обществознание. В: XII Конгр. БКП и актуал. пробл. зад. идеол. раб. 1981,92 – 95.
- Личност, противоречие, възпитание. В: Противореч. в изгр. разв. соц. о-во. С., 1984, 191 – 215.
- Проблемите на живота – в центъра на идеологическата дейност. В: Стратег, за високо кач. и идеол. раб. С., 1984, 81
- Реалният социализъм и проблемът за качеството. В: Субект, фактор и парт. стратег, за високо кач. С., 1984, 33
- Революционно-критическият дух на марксизма-ленинизма и социалната практика. В: Рев. мислене и идеол. раб. 1984, 34 – 39.
- За диалектически подход към проблемите на обществото и човека. В: Основополож. бълг. социол. школа. С., 1985, 151
- Марксистко-ленинската етика и нейната роля в строителството на социализма и комунизма; Хуманизмът и неговото развитие в съвременното общество. В: Маркс.-ленин. етика. С., 1985, 5 – 20; 421 – 437.
- Социалистическият начин на живот – идеал и реалност. В: Соц. начин живот. Теор. и практ. С., 1985, 39 – 60.
- Философия, идеология, практика. С., Наука и изкуство, 1986. 167 с.
- Свобода и отговорност на личността. В: Идеол. ценности и нрав. форм. личността. С., 1986, 348 – 355.
- Самоуправлението – от демокрация за народа към демокрация чрез народа. Полит. просв., 1987, № 11, 21 – 32.
- Националната партийна конференция и преустройството на политическата просвета. – Полит. просв., 1988, № 4, 3 – 12.